# Cejgwart
Cejgwart (z niem. Zeugwart) – od XVI do XVIII wieku oficer artylerii zarządzający arsenałem. W wojsku polskim pojawił się w latach 30. XVII wieku wraz z cejgmistrzem po reformach wojskowych króla Władysława IV. W XVIII wieku cejgwart miał stopień kapitana artylerii.
Obowiązki cejgwarta zawarte były w regulaminie z 1767 w artykule „Powinności każdego z Osobna Artyllerysty podług Stopnia y Urzędu tak względem umieiętności jako y Służby Pańskiey”.

Ceugwarta powinność to iest pomocnym być we wszystkim do Czynienia y Strze-żenia wszelkich porządków [w] Ceughauzie Oberceugwartowi, w niebytności zaś Oberceugwarta czynić powinien zupełne w Ceughauzie Gospodarstwo, y gdzie wykommenderowane będą Działa y Ammunicya, przy tych że ma być Dozorca. A gdy swą Pilnością y punktualnością we wszystkim zalecony będzie, Spodziewać się ma Promocyi na pierwsze Porucznikostwo albo i na Oberceugwartostwo.